# Eupithecia vermiculata
Eupithecia vermiculata là một loài bướm đêm trong họ Geometridae.